# Гефель (Рейнланд-Пфальц)
Гефель (нім. Gefell) — громада в Німеччині, розташована в землі Рейнланд-Пфальц. Входить до складу району Вульканайфель. Складова частина об'єднання громад Даун.
Площа — 2,79 км2. Населення становить 87 ос. (станом на 31 грудня 2020).